# Universiteit van Pisa
De Universiteit van Pisa in Pisa, Toscane, werd op 3 september 1343 opgericht door paus Clemens VI.
Deze universiteit heeft Europa's oudste academische botanische tuin (Orto botanico di Pisa), opgericht in 1544.

## Studenten en afgestudeerden
- Galileo Galilei (1564-1642), natuurkundige, astronoom, wiskundige
- Francesco Niccolini (1639-1692), titulair aartsbisschop van Rhodos, apostolisch nuntius
- Orazio Silvestri (1835-1890), afgestudeerd in Pisa als letterkundige, doch later hoogleraar geologie en mineralogie in Catania
- Eugenio Popovich (1842-1931), vrijheidsstrijder in Italië en minister in Montenegro
- Ernesto Padova (1845-1896), fysicus en wiskundige, hoogleraar
- Gregorio Ricci-Curbastro (1853-1925), wiskundige
- Enrico Fermi (1901-1954), natuurkundige
- Aurelia Gruber Benco (1905-1995), landbouwkundige, politica
- Giusto Monaco (1915-1994), klassiek filoloog, hoogleraar aan de universiteit van Palermo
- Carlo Azeglio Ciampi (1920-2016), politicus, Italiaans president
- Giotto Bizzarrini (1924-), autobouwer
- Massimo D'Alema (1949-), politicus
- Andrea Bocelli (1958-), zanger
- Antonio Cassese (1937-2011), rechter en hoogleraar